# Campeonato Europeo de Tiro de 2021
El XXXVIII Campeonato Europeo de Tiro se celebró en Osijek (Croacia) entre el 23 de mayo y el 5 de junio de 2021 bajo la organización de la Confederación Europea de Tiro (ESC) y la Federación Croata de Tiro Deportivo.
Las competiciones se realizaron en el Campo de Tiro Pampas y el Centro de Tiro Gradski Vrt de la ciudad croata.

## Resultados

### Masculino
| Evento                                 | Oro                                  | Plata                                | Bronce                                     |
| -------------------------------------- | ------------------------------------ | ------------------------------------ | ------------------------------------------ |
| Rifle 3 posiciones 300 m (03.06)       | Steffen Olsen Dinamarca 1181 pts.    | Gernot Rumpler · Austria · 1180 pts. | Andreas Thum · Austria · 1179 pts.         |
| Rifle 3 posiciones 300 m (equipos)     | Suiza ·                              | Austria ·                            | Eslovenia                                  |
| Rifle en pos. tendida 300 m (02.06)    | Gernot Rumpler · Austria · 600       | Steffen Olsen Dinamarca 599          | Rajmond Debevec Eslovenia 598              |
| Rifle 3 posiciones 50 m (29.05)        | Jon-Hermann Hegg · Noruega · 461,0   | Henrik Larsen · Noruega · 459,9      | Yuri Shcherbatsevich · Bielorrusia · 448,9 |
| Rifle 3 posiciones 50 m (equipos)      | Austria ·                            | Noruega ·                            | Suiza ·                                    |
| Rifle de aire 10 m (24.05)             | István Péni · Hungría · 251,3 (10,7) | Serguei Richter Israel 251,3 (10,3)  | Vladimir Maslennikov · Rusia · 228,8       |
| Rifle de aire 10 m (equipos)           | Rusia ·                              | Serbia                               | Croacia ·                                  |
| Pistola rápida de fuego 25 m (05.06)   | Jean Quiquampoix Francia 32          | Leonid Yekimov · Rusia · 29          | Clément Bessaguet Francia 24               |
| Pistola rápida de fuego 25 m (equipos) | Francia                              | Ucrania ·                            | República Checa ·                          |
| Pistola de aire 10 m (24.05)           | Juraj Tužinský · Eslovaquia · 241,0  | Vadim Mujametianov · Rusia · 239,4   | Robin Walter · Alemania · 219,1            |
| Pistola de aire 10 m (equipos)         | Rusia ·                              | Italia ·                             | Turquía                                    |
| Foso (02.06)                           | Matthew Coward-Holley Reino Unido 47 | Jiří Lipták · República Checa · 44   | Mauro De Filippis · Italia · 37            |
| Foso (equipos)                         | Eslovaquia ·                         | Italia ·                             | Croacia ·                                  |
| Skeet (28.05)                          | Gabriele Rossetti · Italia · 55      | Yeoryos Ajileos Chipre 53            | Eetu Kallioinen · Finlandia · 45           |
| Skeet (equipos)                        | Chipre                               | Rusia ·                              | Italia ·                                   |

### Femenino
| Evento                              | Oro                               | Plata                                  | Bronce                              |
| ----------------------------------- | --------------------------------- | -------------------------------------- | ----------------------------------- |
| Rifle 3 posiciones 300 m (03.06)    | Silvia Guignard · Suiza · 1170    | Elin Ahlin · Suecia · 1167             | Urška Kuharič Eslovenia 1151        |
| Rifle 3 posiciones 300 m (equipos)  | Polonia ·                         | Suiza ·                                | —                                   |
| Rifle en pos. tendida 300 m (02.06) | Muriel Züger · Suiza · 595 (26x)  | Paula Wrońska · Polonia · 595 (25x)    | Anja Senti · Suiza · 594            |
| Rifle 3 posiciones 50 m (30.05)     | Sofia Ceccarello · Italia · 464,7 | Yuliya Zykova · Rusia · 462,9          | Jeanette Duestad · Noruega · 453,1  |
| Rifle 3 posiciones 50 m (equipos)   | Rusia ·                           | Noruega ·                              | Austria ·                           |
| Rifle de aire 10 m (24.05)          | Océanne Muller Francia 251,5      | Jessie Kaps · Bélgica · 250,2          | Sofia Ceccarello · Italia · 228,5   |
| Rifle de aire 10 m (equipos)        | Rusia ·                           | Eslovenia                              | Rumania ·                           |
| Pistola 25 m (01.06)                | Mathilde Lamolle Francia 35       | Monika Karsch · Alemania · 32          | Vitalina Batsarashkina · Rusia · 27 |
| Pistola 25 m (equipos)              | Alemania ·                        | Bulgaria                               | Hungría ·                           |
| Pistola de aire 10 m (24.05)        | Carina Wimmer · Alemania · 242,3  | Vitalina Batsarashkina · Rusia · 242,0 | Céline Goberville Francia 218,6     |
| Pistola de aire 10 m (equipos)      | Ucrania ·                         | Rusia ·                                | Serbia                              |
| Foso (02.06)                        | Daria Semianova · Rusia · 44      | Jessica Rossi · Italia · 41            | Carole Cormenier Francia 32         |
| Foso (equipos)                      | Rusia ·                           | Italia ·                               | Francia                             |
| Skeet (28.05)                       | Chiara Cainero · Italia · 50      | Zilia Batyrshina · Rusia · 48          | Amber Hill Reino Unido 38           |
| Skeet (equipos)                     | Alemania ·                        | Italia ·                               | Rusia ·                             |

### Abierto
| Evento                             | Oro                                        | Plata                                | Bronce                                     |
| ---------------------------------- | ------------------------------------------ | ------------------------------------ | ------------------------------------------ |
| Rifle en pos. tendida 50 m (27.05) | Henrik Larsen · Noruega · 628,8            | Rebecca Köck · Austria · 626,4       | Aliaxandra Dmitrieva · Bielorrusia · 626,1 |
| Rifle estándar 300 m (05.06)       | Gernot Rumpler · Austria · 587 (24x)       | Bernhard Pickl · Austria · 587 (21x) | Tomasz Bartnik · Polonia · 586             |
| Pistola estándar 25 m (30.05)      | Matěj Rampula · República Checa · 571 (13) | Oskar Miliwek · Polonia · 571 (13)   | Artiom Chernousov · Rusia · 570            |
| Pistola de fuego 25 m (05.06)      | Peeter Olesk Estonia 584 (25x)             | Oskar Miliwek · Polonia · 584 (17x)  | Ruslan Lunyov Azerbaiyán 582               |
| Pistola 50 m (27.05)               | Oleh Omelchuk · Ucrania · 569              | Damir Mikec Serbia 562               | Viktor Bankin · Ucrania · 559              |
| Doble foso (05.06)                 | Anton Glasnović · Croacia · 138            | Andrea Vescovi · Italia · 134        | Alessandro Chianese · Italia · 133         |

### Mixto
| Evento                       | Oro                                                | Plata                                                | Bronce                                          |
| ---------------------------- | -------------------------------------------------- | ---------------------------------------------------- | ----------------------------------------------- |
| Rifle 10 m (26.05)           | Francia Océanne Muller Brian Baudouin              | Rusia · Anastasiya Galashina · Vladimir Maslennikov  | Rusia · Yuliya Karimova · Serguei Kamenski      |
| Pistola 10 m (26.05)         | Rusia · Vitalina Batsarashkina · Artiom Chernousov | Serbia Zorana Arunović Damir Mikec                   | Portugal Joana Castelão João Costa              |
| Rifle 3 posic. 300 m (05.06) | Suiza · Silvia Guignard · Jan Lochbihler           | Suiza · Anja Senti · Gilles Dufaux                   | Finlandia · Henna Viljanen · AleksI Leppä       |
| Rifle 3 posic. 50 m (26.05)  | Rusia · Yuliya Zykova · Serguei Kamenski           | Austria · Sheileen Waibel · Gernot Rumpler           | Noruega · Jenny Stene · Simon Claussen          |
| Pistola 25 m (02.06)         | Ucrania · Yuliya Korostylova · Olexandr Petriv     | Ucrania · Anastasiya Nimets · Volodymyr Pasternak    | Rusia · Nadezhda Koloda · Leonid Yekimov        |
| Foso (03.06)                 | Italia · Jessica Rossi · Valerio Grazini           | Reino Unido Charlotte Hollands Matthew Coward-Holley | España · Fátima Gálvez · Alberto Fernández      |
| Skeet (28.05)                | Suecia · Victoria Larsson · Stefan Nilsson         | República Checa · Barbora Šumová · Jakub Tomeček     | Italia · Martina Bartolomei · Gabriele Rossetti |

## Medallero
| Núm. | País            | Oro | Plata | Bronce | Total |
| ---- | --------------- | --- | ----- | ------ | ----- |
| 1    | Rusia           | 8   | 8     | 6      | 22    |
| 2    | Francia         | 5   | 0     | 4      | 9     |
| 3    | Italia          | 4   | 6     | 5      | 15    |
| 4    | Suiza           | 4   | 2     | 2      | 8     |
| 5    | Austria         | 3   | 5     | 2      | 10    |
| 6    | Ucrania         | 3   | 2     | 1      | 6     |
| 7    | Alemania        | 3   | 1     | 1      | 5     |
| 8    | Noruega         | 2   | 3     | 2      | 7     |
| 9    | Eslovaquia      | 2   | 0     | 0      | 2     |
| 10   | Polonia         | 1   | 3     | 1      | 5     |
| 11   | República Checa | 1   | 2     | 1      | 4     |
| 12   | Reino Unido     | 1   | 1     | 1      | 3     |
| 13   | Chipre          | 1   | 1     | 0      | 2     |
| 13   | Dinamarca       | 1   | 1     | 0      | 2     |
| 13   | Suecia          | 1   | 1     | 0      | 2     |
| 16   | Croacia         | 1   | 0     | 2      | 3     |
| 17   | Hungría         | 1   | 0     | 1      | 2     |
| 18   | Estonia         | 1   | 0     | 0      | 1     |
| 19   | Serbia          | 0   | 3     | 1      | 4     |
| 20   | Eslovenia       | 0   | 1     | 3      | 4     |
| 21   | Bélgica         | 0   | 1     | 0      | 1     |
| 21   | Bulgaria        | 0   | 1     | 0      | 1     |
| 21   | Israel          | 0   | 1     | 0      | 1     |
| 24   | Bielorrusia     | 0   | 0     | 2      | 2     |
| 24   | Finlandia       | 0   | 0     | 2      | 2     |
| 26   | Azerbaiyán      | 0   | 0     | 1      | 1     |
| 26   | España          | 0   | 0     | 1      | 1     |
| 26   | Portugal        | 0   | 0     | 1      | 1     |
| 26   | Rumania         | 0   | 0     | 1      | 1     |
| 26   | Turquía         | 0   | 0     | 1      | 1     |
|      | TOTAL           | 43  | 43    | 42     | 128   |